# スーパーロボットスピリッツ
スーパーロボットスピリッツは、1998年7月17日にバンプレストから発売された対戦型格闘ゲーム。バンプレストのNINTENDO 64参入第1弾である。

## 概要
3Dグラフィックスで表現された、様々なロボットアニメのロボット達が対戦するクロスオーバー作品である。
バンプレストが展開しているロボットウォーシミュレーションゲーム「スーパーロボット大戦シリーズ」と設定がリンクしており、1996年に発売された『新スーパーロボット大戦』に登場するバンプレストオリジナル作品『超機大戦SRX』のキャラクターが登場している。

## ストーリー
人類が宇宙に進出して1世紀、「エアロゲイター」と呼ばれる謎の勢力が多大な無人兵器を率いて、人間とその創造物を対象に地球およびコロニーを襲撃。「L5戦役」と呼ばれる宙域戦では、神出鬼没な動きとその中心的な機体に対応しきれず、地球側のスーパーロボットは次々敗れ戦局は悪化、地球圏は危機に瀕していた。
そんな中「エアロゲイター」を支配する「レビ・トーラー」から、人類抹殺作戦を実行する30日後までに「ジュデッカ」を倒してみせろと宣告。これに対し、残されたスーパーロボットとパイロット、その仲間達が立ち上がり、ジュデッカとの闘いに備えて猛特訓を行うのであった。

## システム
基本的な部分のシステムは、中段攻撃や連続技の分岐、ダウンした相手への追い打ち攻撃など、『バーチャファイター』からの影響が強く見られる。ただし、ガードは十字キーを後方向へ入れる方式。地上と空中の2つのラインで闘うこともでき、地上と空中では出せる技が異なる。また、地上からジャンプして高い位置を攻撃する技を出せば、叩き落すこともできる。
攻撃を出したり受けたりすることで溜まるスピリッツゲージを消費して「スピリッツ技」を出すことができる。これはすべてガード不能。スピリッツ技の中でもスピリッツゲージを多く消費し、パイロットのカットインが入るものは「超必殺技」という呼称になっている。

## プレイできるモード
ストーリーモード
ストーリーに沿って他のキャラクターと闘い勝ち抜くモード。戦いの合間にデモが入り、話が展開する。隠しキャラクターは使用できない。
VSモード
2人対戦するためのモード。対戦回数を増やせば、ロボットのカラーリングが増えることがある。
64モード
コンピューターを相手に、自分が選んだロボット以外の相手と戦っていくモード。マスターガンダム、デビルガンダムが使用可能。
ガッツモード
敗北せずにどれだけ多くの敵を倒せるかを競うモード。ダメージを持ち越すが、ステージを進む際に少し回復する。
タイムアタックモード
全ての相手を倒すまでの時間を競うモード。
トレーニングモード
技の練習をするモード。

## 登場ロボット&キャラクター

### 最初から使用可能
シャイニングガンダム（機動武闘伝Gガンダムより）
パイロット　ドモン・カッシュ（声優：関智一）
超必殺技：シャイニングフィンガーソード
ダンバイン（聖戦士ダンバインより）
パイロット　ショウ・ザマ（声優：中原茂）、チャム・ファウ（声優：川村万梨阿）
超必殺技：ハイパーオーラ斬り
ダイターン3（無敵鋼人ダイターン3より）
パイロット　破嵐万丈（声優：鈴置洋孝）
超必殺技：サンアタック→ダイターンクラッシュ
ボルテスV（超電磁マシーン ボルテスVより）
パイロット　剛健一（声優：白石ゆきなが）、峰一平（声優：なし）、剛大次郎（声優：なし）、剛日吉（声優：なし）、岡めぐみ（声優：なし）
超必殺技：天空剣Vの字斬り、グランドファイヤー
ウォーカー・ギャリア（戦闘メカ ザブングルより）
パイロット　ジロン・アモス（声優：大滝進矢）、チル（声優：なし）
超必殺技：ミサイル投げ
ダンクーガ（超獣機神ダンクーガより）
パイロット　藤原忍（声優：矢尾一樹）、結城沙羅（声優：なし）、司馬亮（声優：なし）、式部雅人（声優：なし）
超必殺技：断空光牙剣、断空砲フォーメーション
R-1（バンプレストオリジナル）
パイロット　リュウセイ・ダテ（声優：三木眞一郎）
超必殺技：T-LINKナックル
本作においてはジュデッカの襲撃によりSRXが撃墜され、頭部に当たるR-1のみ大破を免れる。再戦に備えて大規模改修がなされている。

### 条件を満たすことで使用可能
マスターガンダム（機動武闘伝Gガンダムより）
パイロット　東方不敗（声優：秋元羊介）
超必殺技：超級覇王電影弾、石破天驚拳
デビルガンダム 最終形態・モビルアーマー形態（機動武闘伝Gガンダムより）
パイロット　キョウジ・カッシュ（声優：なし）
超必殺技：グラビティーキャノン
ジュデッカ（バンプレストオリジナル）
VSモードとトレーニングモードでのみ使用可能。また、片方のプレイヤーしか使用することしかできず、ジュデッカ同士の対戦は不可能。
パイロット　レビ・トーラー（声優：折笠愛）
超必殺技：最終地獄ジュデッカ

### ジャッジボイス
1. 声優：秋元羊介
2. 声優：林原めぐみ

1は『機動武闘伝Gガンダム』の冒頭に登場する「ストーカー」のイメージを踏襲したもの。2はストーリーモードを一度クリアすると選択できるようになる。

## スタッフ
プロデューサー
寺田貴信
ゲームデザイナー
中島直樹
設定・シナリオ
寺田貴信
オリジナルメカデザイン
カトキハジメ
バーテックスデザイン部
オリジナルキャラクターデザイン
河野さち子

## CM
テレビCMにはセルアニメーションが製作され、ダンクーガの断空剣を白羽取りするマスターガンダムや、シャイニングガンダム対R-1、ボルテスV対ダイターン3といった版権を超えた対決が実現した。
CMソング「鋼の魂」は作曲が渡辺宙明、歌は水木一郎と影山ヒロノブによるものでシングルCDとして発売された。この曲は後にSRX（R-1を含むRシリーズが合体する事で完成する巨大ロボット）のテーマ曲として「スーパーロボット大戦」シリーズで使用されているほか、ライブイベント・スーパーロボット魂の定番曲となっている。

## 関連商品

### 攻略本
スーパーロボットスピリッツ 完全攻略ガイド ISBN 9784073095132
スーパーロボットスピリッツのプロローグにあたる小説「スーパーロボットスピリッツ プレストーリー」が収録されている。『スーパーロボット大戦ORIGINAL GENERATION』のカイ・キタムラやエルザム・V・ブランシュタインおよびヒュッケバインMk-II・トロンベは、この小説が初出となっている（ただし、トロンベの名称はこの時点では存在しない）。

### CD
スーパーロボットスピリッツ featuring 鋼鉄兄弟&アップル・パイ
サウンドトラック。鋼鉄兄弟、アップル・パイが歌う原作アニメのOP・ED曲のメドレーも収録されている。特典として6枚のオリジナルカードが封入されている。

## 関連作品
- リアルロボッツファイナルアタック